# 松田寛一
松田 寛一（まつだ かんいち、1864年4月10日〈元治元年3月5日〉 - 没年不明）は、日本の酒造家（萬力、清月、松世界、三社正宗の醸造元）、福岡県浮羽郡吉井町の豪商（商号・松屋）、政治家。浮羽郡郡会議員。

## 経歴
松田恒吉の六男。20歳の時、酒造業を開始した。弱冠にして分籍一家を創立し、単身決然巨資を投じて努力を重ね醇美なる銘酒の芳香は好飲家から慕われた。
郡参事会員、所得税調査委員、営業税調査委員、九ヶ村土木組合会議員、吉井肥料、生吉銀行、吉井産業銀行各監査役、西海電気取締役、郡会議長などをつとめた。

## 人物
住所は福岡県浮羽郡吉井町。『福岡県壱万円以上実業家資産名鑑と大日本富豪家蓄財の経歴 大正11年8月現在』によると、松田の「純資産額は25万円」である。

## 家族・親族
長男の連造は酒造業を営んだ。松田大策の養兄・庸三の妻・藤代は、寛一の養子であった。